# 航空従事者
航空従事者（こうくうじゅうじしゃ）とは、日本の航空法に定められている国家資格である航空従事者技能証明の保持者のこと。
一般に、日本で航空機を扱う（航空業務を行おうとする）際には、この免許が必要とされる（航空法第22条以降、航空法施行規則第42条以降、同別表第二・第三）。

## 概要

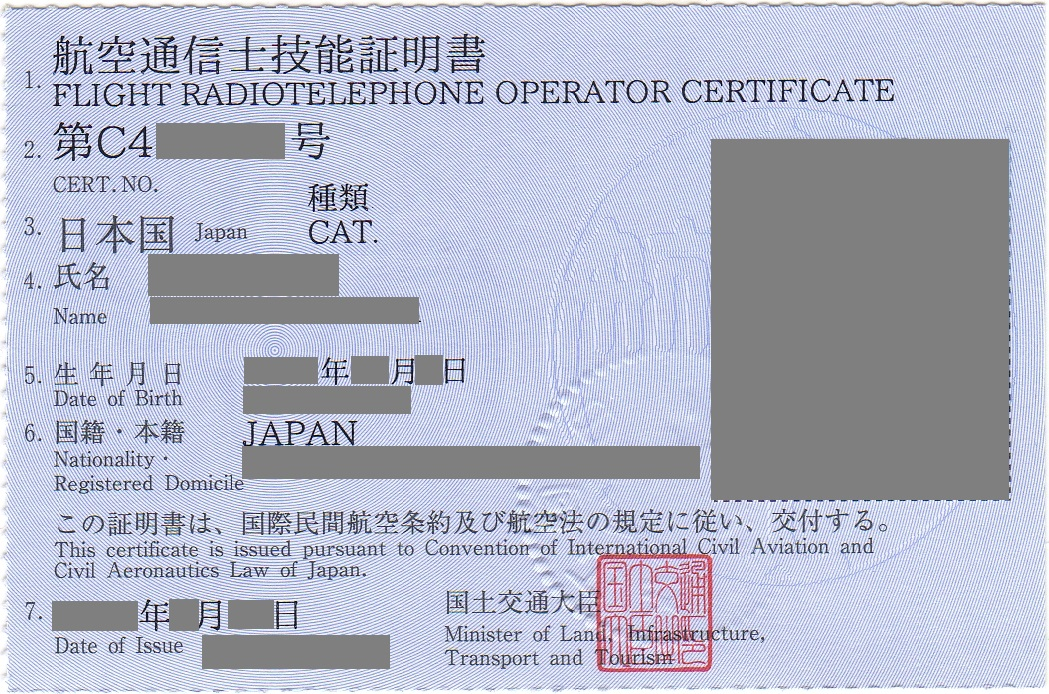
航空従事者技能証明書の例（航空通信士）

技能証明を得るためには、一般には、年齢や一定の経験などの要件を満たした上で学科試験と実技試験に合格する必要がある。航空従事者養成施設での訓練を経た場合や、既に別の免許を受けている場合など、学科試験や実技試験の全部あるいは一部が免除されることもある。
航空従事者の種類や要件、試験などについては航空法により定められているため、航空法の改正にともなってその内容が変更になることがある。例えば、航空整備士は、かつては一等・二等・三等からなったが、改正により2006年現在は一等・二等と整備士・運航整備士の組み合わせからなる4種類が存在する。
航空従事者の保有を証明して交付される公文書を航空従事者技能証明書という（証明書を確認後に持って出るのを忘れてしまい、自動車運転免許でいう「免許証不携帯」の状態になる騒ぎが時々起きている）。
航空機に乗り組む者は船舶の乗員になぞらえ、エアクルー（air crew）やフライトクルー（flight crew）と呼ばれる。
また操縦室で勤務する操縦士、航空機関士、航空通信士はコックピットクルー (Cockpit Crew)とも呼ばれる。

## 資格
次の免許が存在する（航空法第24条）: 
- 操縦士（パイロット）
  - 定期運送用操縦士
  - 准定期運送用操縦士
  - 事業用操縦士
  - 自家用操縦士
- 航空整備士
  - 一等航空整備士
  - 一等航空運航整備士
  - 二等航空整備士
  - 二等航空運航整備士
- 航空工場整備士
- 航空機関士（フライトエンジニア）
- 航空通信士
- 航空士
  - 一等航空士
  - 二等航空士

各免許について、詳しくはリンク先や法令を参照。
こうした免許による区分に加え、さらに、航空機の種類（飛行機･ヘリコプター･滑空機・飛行船）・航空機の等級（陸上機・水上機・単発(エンジンの数が1つ)・多発(エンジンの数が2つ以上)）・エンジンの種類（レシプロエンジン・ジェットエンジン）・航空機の型式（ボーイング787・エアバスA380か、など）の限定を受ける。#限定のセクションや法令を参照。

## 関連する資格・証明
- 航空無線通信士・航空特殊無線技士・第一級総合無線通信士・第二級総合無線通信士- 航空機に乗り組んで無線設備の操作を行うのに必要となるため、操縦士には必須となる。管轄は総務省であり試験も別に行われる。
- 計器飛行証明 - 計器飛行・一定時間以上の計器航法による飛行・計器飛行方式による飛行といった、有視界飛行状態における有視界飛行以外の飛行を行う際に必要とされる技量証明。
- 操縦教育証明 - 操縦しようとする航空機についての操縦技能証明・種類限定・航空身体検査証明のいずれか一つ以上を受けていない者が当該機の操縦練習を行おうとする際、教育を行おうとする操縦教員に対して必要とされる技量証明（この教員は操縦技能証明・種類限定・航空身体証明の全てを受けていることも要件である）。
- 航空身体検査証明 - 航空機に乗り組んだ際に運航業務遂行のために必要とされる心身の状態が保持されているという証明。
- 航空英語能力証明 - 飛行機及び回転翼航空機の操縦士が国外へ航行する場合に航空業務に必要な英語能力があることの証明。
- 日本ではテストパイロットの証明はなく、自衛隊内部の養成課程を修了した者が民間に移籍するか、アメリカなど民間向けの養成課程がある国で訓練を受けるなどしている。

## 要件
航空法施行規則の別表第二に、航空従事者に要求される各種要件が記されている。以下に概要をまとめる。
| 資格名                            | 要件     | 要件 |
| 資格名                            | 年齢     | 飛行経歴 |
| --------------------------------- | -------- | --- |
| 定期運送用操縦士 （飛行機）       | 21歳以上 | 総飛行時間1,500時間以上（100時間以上の野外飛行を含む250時間以上の機長飛行、200時間以上の野外飛行、100時間以上の夜間飛行、75時間以上の計器飛行） |
| 定期運送用操縦士 （回転翼航空機） | 21歳以上 | 総飛行時間1,000時間以上（100時間以上の野外飛行を含む250時間以上の機長飛行、200時間以上の野外飛行、50時間以上の夜間飛行、模擬計器飛行を含む30時間以上の計器飛行） |
| 定期運送用操縦士 （飛行船）       | 21歳以上 | 総飛行時間1,000時間以上（50回以上の離着陸を含む200時間以上の機長飛行、100時間以上の野外飛行、25時間以上の夜間飛行、模擬計器飛行を含む30時間以上の計器飛行） |
| 事業用操縦士 （飛行機）           | 18歳以上 | 総飛行時間200時間以上（100時間以上の機長飛行、出発地点から540km以上の飛行で、中間において2回以上の生地着陸をするものを含む20時間以上の機長としての野外飛行、機長としての5回以上の離着陸を含む5時間以上の夜間飛行、模擬計器飛行を含む10時間以上の計器飛行） |
| 事業用操縦士 （回転翼航空機）     | 18歳以上 | 総飛行時間150時間以上（35時間以上の機長飛行、出発地点から300km以上の飛行で、中間において2回以上の生地着陸をするものを含む10時間以上の機長としての野外飛行、機長としての5回以上の離着陸を含む5時間以上の夜間飛行、模擬計器飛行を含む10時間以上の計器飛行、オートローテーションによる着陸） |
| 事業用操縦士 （飛行船）           | 18歳以上 | 総飛行時間200時間以上（20回以上の離着陸を含む50時間以上の機長飛行、出発地点から180km以上の飛行で、中間において2回以上の生地着陸をするものを含む10時間以上の機長としての野外飛行、10時間以上の夜間飛行、模擬計器飛行を含む10時間以上の計器飛行） |
| 事業用操縦士 （上級滑空機）       | 18歳以上 | 15時間以上の機長滑空、75回以上の滑空、5回以上の失速からの回復の方法の実施 |
| 事業用操縦士 （動力滑空機）       | 18歳以上 | 20回以上の滑空着陸を含む15時間以上の単独滑空、20回以上の発動機作動中の着陸及び飛行機によるものを含む15時間以上の単独動力飛行、飛行機によるものを含む5回以上の失速からの回復の方法の実施 |
| 准定期運送用操縦士 （飛行機）     | 18歳以上 | 航空大学校又は指定航空従事者養成施設において飛行機による次のa～dの飛行を含む240時間（模擬飛行時間を有するときは、当該時間を減じた時間とすることができる。）以上の飛行訓練を受けたこと。a.10時間以上の単独飛行・出発地点から270キロメートル以上の飛行で、中間において2回以上の生地着陸をするものを含む5時間以上の単独操縦による野外飛行・夜間における離陸、着陸及び航法の実施を含む20時間以上の同乗教育飛行を含む35時間（模擬飛行時間を有するときは、当該時間（5時間を限度とする。）を減じた時間とすることができる。）以上の飛行。b.異常な姿勢からの回復を行う飛行。c.夜間の飛行。d.計器飛行。 |
| 自家用操縦士 （飛行機）           | 17歳以上 | 総飛行時間40時間以上（10時間以上の単独飛行、出発地点から270km以上の飛行で、中間において2回以上の生地着陸をするものを含む5時間以上の単独操縦による野外飛行、夜間における離着陸及び航法の実施を含む20時間以上の同乗教育飛行） |
| 自家用操縦士 （回転翼航空機）     | 17歳以上 | 総飛行時間40時間以上（10時間以上の単独飛行、出発地点から180km以上の飛行で、中間において2回以上の生地着陸をするものを含む5時間以上の単独操縦による野外飛行、夜間における離着陸及び航法の実施を含む20時間以上の同乗教育飛行、オートローテイションによる着陸） |
| 自家用操縦士 （飛行船）           | 17歳以上 | 総飛行時間50時間以上（10回以上の離陸を含む5時間以上の単独飛行、出発地点から90km以上の飛行で、中間において1回以上の生地着陸をするものを含む5時間以上の単独操縦による野外飛行） |
| 自家用操縦士 （上級滑空機）       | 16歳以上 | 3時間以上の単独滑空、曳航による30回以上の滑空、失速からの回復の方法の実施 |
| 自家用操縦士 （動力滑空機）       | 16歳以上 | 10回以上の滑空着陸及び飛行機によるものを含む3時間以上の単独滑空、10回以上の発動機作動中の着陸及び飛行機によるものを含む15時間以上の単独動力飛行、飛行機によるものを含む出発地点から120km以上の飛行で、中間において1回以上の生地着陸による野外飛行、飛行機によるものを含む失速からの回復の方法の実施 |

| 資格名                              | 要件     | 要件                                                                             |
| 資格名                              | 年齢     | 整備経験など                                                                     |
| ----------------------------------- | -------- | -------------------------------------------------------------------------------- |
| 一等航空整備士 （飛行機）           | 20歳以上 | 飛行機輸送C又は飛行機輸送Tで6ヶ月以上の経験を含む4年以上の整備経験               |
| 一等航空整備士 （回転翼航空機）     | 20歳以上 | 回転翼航空機輸送TA又は回転翼航空機輸送TBで6ヶ月以上の経験を含む4年以上の整備経験 |
| 二等航空整備士 （飛行機）           | 19歳以上 | 飛行機で6ヶ月以上の経験を含む3年以上の整備経験                                   |
| 二等航空整備士 （回転翼航空機）     | 19歳以上 | 回転翼航空機で6ヶ月以上の経験を含む3年以上の整備経験                             |
| 二等航空整備士 （滑空機）           | 19歳以上 | 滑空機で6ヶ月以上の経験を含む3年以上の整備経験                                   |
| 一等航空運航整備士 （飛行機）       | 18歳以上 | 飛行機輸送C又は飛行機輸送Tで6ヶ月以上の経験を含む2年以上の整備経験               |
| 一等航空運航整備士 （回転翼航空機） | 18歳以上 | 回転翼航空機輸送TA又は回転翼航空機輸送TBで6ヶ月以上の経験を含む2年以上の整備経験 |
| 二等航空運航整備士 （飛行機）       | 18歳以上 | 飛行機で6ヶ月以上の経験を含む2年以上の整備経験                                   |
| 二等航空運航整備士 （回転翼航空機） | 18歳以上 | 回転翼航空機で6ヶ月以上の経験を含む2年以上の整備経験                             |
| 二等航空運航整備士 （滑空機）       | 18歳以上 | 滑空機で6ヶ月以上の経験を含む2年以上の整備経験                                   |

| 資格名                                | 要件     | 要件                                          |
| 資格名                                | 年齢     | 整備経験など                                  |
| ------------------------------------- | -------- | --------------------------------------------- |
| 航空工場整備士 （機体構造関係）       | 18歳以上 | 機体構造の業務について2年以上の整備経験       |
| 航空工場整備士 （機体装備関係）       | 18歳以上 | 機体装備の業務について2年以上の整備経験       |
| 航空工場整備士 （ピストン発動機関係） | 18歳以上 | ピストン発動機の業務について2年以上の整備経験 |
| 航空工場整備士 （タービン発動機関係） | 18歳以上 | タービン発動機の業務について2年以上の整備経験 |
| 航空工場整備士 （プロペラ関係）       | 18歳以上 | プロペラの業務について2年以上の整備経験       |
| 航空工場整備士 （計器関係）           | 18歳以上 | 計器の業務について2年以上の整備経験           |
| 航空工場整備士 （電子装備品関係）     | 18歳以上 | 電子装備品の業務について2年以上の整備経験     |
| 航空工場整備士 （無線通信機器関係）   | 18歳以上 | 無線通信機器の業務について2年以上の整備経験   |

| 資格名     | 要件     | 要件 |
| 資格名     | 年齢     | 経験など |
| ---------- | -------- | --- |
| 航空機関士 | 18歳以上 | 100時間以上の実地練習 |
| 航空通信士 | 17歳以上 | 電波法による無線通信士資格（第1級総合無線通信士、第2級総合無線通信士、航空無線通信士のいずれか）を持つ者。 |
| 一等航空士 | 18歳以上 | 30時間以上の夜間飛行を含む200時間以上の航法、野外飛行を含む30時間以上の夜間飛行、夜間における25回以上の天体観測による位置決定の実地訓練、昼間における25回以上の無線・天体観測及びその他の航法諸元による位置決定の実地訓練 |
| 二等航空士 | 17歳以上 | 地文航法、推測航法及び無線航法を含む50時間以上の実地練習 |

| 資格名           | 説明                                                     | 要件 |
| ---------------- | -------------------------------------------------------- | --- |
| 計器飛行証明     | 計器飛行等を行うための証明                               | 一 証明を受けようとする航空機の種類による十時間以上の飛行を含む五十時間以上の機長としての野外飛行を行つたこと。 二 四十時間（模擬飛行時間を有するときは、当該時間（三十時間を限度とする。ただし、飛行訓練装置を国土交通大臣の指定する方式により操作した時間にあつては、二十時間を限度とする。）を減じた時間とすることができる。）以上の計器飛行等の練習を行つたこと。 |
| 操縦教育証明     | 操縦教官になるための証明                                 | 操縦者の資格に係る技能証明及び事業用操縦士の場合の経歴を有すること。 |
| 航空英語能力証明 | 国際線などで英語による航空管制との通信が出来ることの証明 | |

## 限定
技能証明には、上記の区分のほかさらに限定がつけられるものがある。

### 航空機の等級による限定
航空機の等級は次のように設定されている（航空法施行規則53条1項）:
| 等級             | エンジン数 |
| ---------------- | ---------- |
| 陸上単発ピストン | 1          |
| 陸上単発タービン | 1          |
| 陸上多発ピストン | 2以上      |
| 陸上多発タービン | 2以上      |
| 水上単発ピストン | 1          |
| 水上単発タービン | 1          |
| 水上多発ピストン | 2以上      |
| 水上多発タービン | 2以上      |

| 等級                   | エンジン数 |
| ---------------------- | ---------- |
| 中級滑空機             | 0          |
| 上級滑空機             | 0          |
| 曳航装置付き動力滑空機 | 1以上      |
| 曳航装置なし動力滑空機 | 1以上      |

| 等級         | エンジン数 |
| ------------ | ---------- |
| 飛行機と同じ |            |

| 等級         | エンジン数 |
| ------------ | ---------- |
| 飛行機と同じ |            |

例を挙げると、
- 操縦士と航空機関士 - 飛行機と飛行船について、陸上単発・陸上多発・水上単発・水上多発（水上は水上機のこと）について限定がある（航空法施行規則53条2項）
- 整備士と運航整備士 - エンジンの種類（レシプロエンジン（ピストン）かガスタービンエンジン（狭義のジェットエンジンに含まれない、ターボフロップエンジンやターボシャフトエンジンなどがある）かと滑空機について限定がある（同規則53条3項）

たとえば、レシプロエンジンを動力とするヘリコプター（ベル47など）についての整備士資格（陸上・ピストン・回転翼航空機）を取得しても、ターボシャフトエンジンを装備したヘリコプター（UH-1、及び同機の民生仕様のベル 212など）の整備はできないことになる。

### 航空機の型式による限定
航空機の型式（機種）による限定がつくことがある（航空法施行規則54条）。例を挙げると、
- 操縦士 - 操縦に2人以上の乗員を必要とする（一般に大型の）航空機については、型式ごとに限定される。旅客機などがこれにあたる
- 航空機関士 - 航空機の型式ごとに限定される
- 一等航空整備士と一等航空運航整備士 - いわゆる大型機（正確には航空機の耐空類別による）については、航空機の型式ごとに限定される

たとえば、ボーイング747とエアバスA340はいずれもジェットエンジンを4基備えた旅客機だが、操縦するために必要な型式限定は異なる。さらに747は-300以前の「747クラシック」と-400以降のハイテク機とでは操縦システムが異なる為、型式限定は別扱いとなる。逆に、ボーイング757とボーイング767のように、システムのよく似たシリーズ機の限定を共通化することで、コスト削減に結び付けようという動きもある。

### 航空工場整備士の限定
航空工場整備士は、業務の種類についての限定を受ける（航空法25条3項、
施行規則55条）。